# Neobuchia
Neobuchia  es un género monotípico perteneciente a la familia Malvaceae cuya única especie es Neobuchia paulinae. 